# Лович
Ло́вич (Ловіч, пол. Łowicz) — місто в центральній частині Польщі, на річці Бзура, притоці Вісли. Адміністративний центр Ловицького повіту Лодзького воєводства. Центр Ловицької дієцезії Римо-Католицької Церкви в Польщі.

## Географія

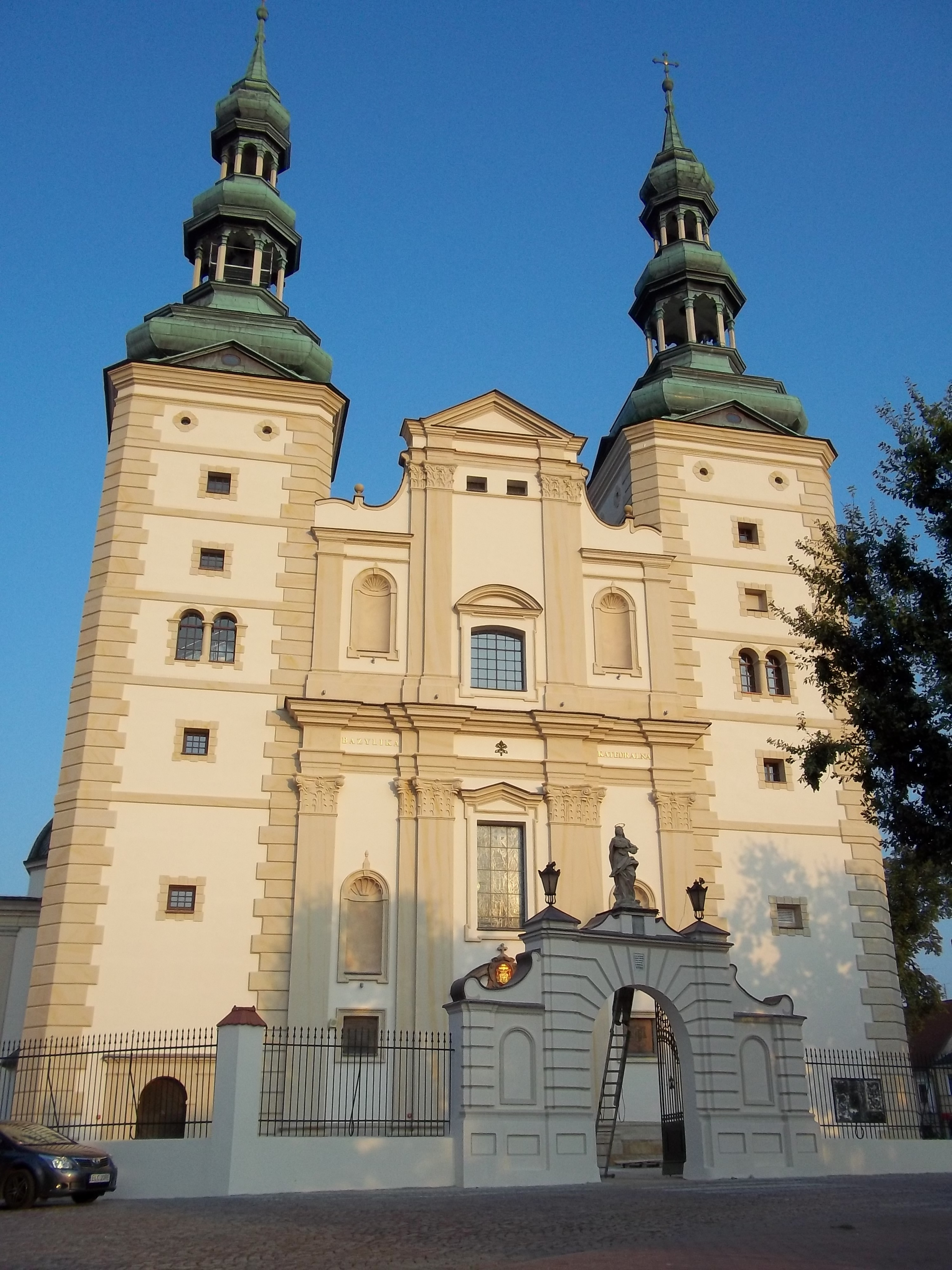
Фасад ловицького собору

Місто розташоване на берегах річки Бзури.

## Історія
Перша звістка про місто походить з 1136 року, а саме в буллі Папи Інокентія ІІ, де, зокрема, зазначено, що Лович є головною резиденцією земель, які належать римо-католицьким архієпископам в Гнезно. Міські права Лович отримав до 1298 року під управлінням династії П'ястів Мазовецького князівства. Близько 1355 року за сприяння аріхєпископа Ярослава Богорія  на місці дерев'яного городища збудували мурований замок, який став центром Ловицької каштеляні та резиденцією архієпископів Гнєзно. 1 березня 1357 року архієпископу вдалося випрохати привілей від польського короля Казимира Великого, який змусив 17 травня 1359 року мазовецького князя Земовита III визнати повен суверенітет над Ловичем та каштеляніями закріплений за архієпископом, а князі зберегли лише право на полювання на цих землях. Все ж суперечки за право володіння землею продовжувався аж до перетворення Мазовецького князівства у воєводство і вступу його до королівства Польського у 1529 році.  
1433 року архієпископ Войцех Ястшембець підвищив парафіяльний костел Вознесіння Пресвятої Діви Марії і святого Миколая (пол. pw. Wniebowzięcia NMP i św. Mikołaja) до рангу колегіати. Шведський потоп перервав розвиток міста, коли, зокрема, було знищено місцевий замок та частину забудови.
В першій половині XVII ст. в знак нагороди єпископам від Польської Корони Лович та Скерневіце об'єднують в єдине Ловицьке князівство, яке вперше під таким статусом згадується в латинських джерелах (лат. Ducatus Lovicensis) за 1739 рік. У 1795 році, після третього поділу Польщі, Ловицьке князівство потрапило до складу Прусського королівства. У 1806 році місто захопили наполеонівські війська, а в 1807 році Наполеон Бонапарт в знак пожертви подарував князівство маршалу Луї Даву, де воно увійшло до складу Варшавського герцогства.
У 1815 році, згідно рішення Віденського конгресу, князівство увійшло до складу Конгресового королівства Польща під окупацією Російської імперії, а в 1820 році цар Олександр I подарував його на весіллі великому князю Костянтину та його дружині Жанетті Грудзинській, яка стала княгинею Ловича. Під час Листопадового повстання (1830-1831) в Ловичі була організована Національна гвардія. За останньою волею Жанетти, яка померла в 1831 році, князівство було приєднане до коронної власності, тобто стало номінальною власністю польського короля. У результаті в 1838 р. маєтки Ловича стали власністю царя Миколи I, потім у 1856 р. Олександра II, в 1881 р. Олександра III і в 1894 р. Микола II, куди російські вельможі приїздили на полювання.
15 жовтня 1845 року завершилося прокладання  залізничної лінії за маршрутом Варшава-Лович, яка була введена в експлуатацію 1 листопада. Лович отримав залізничне сполучення із Краковом, Вроцлавом і Віднем. У 1861 році була побудована станція "Лович головна". У 1862 році після введення в експлуатацію лінії Варшава-Бидгощ-Лович , яку було з'єднано з прусською залізничною лінією.
Наприкінці ХІХ ст. в географічному словнику Королівства Польщі місто згадується як повітове місто Варшавської губернії.
У другій половині ХІХ ст. почала розвивалася легка промисловість. Незважаючи на численні репресії за героїчну участь у Січневому повстанні (1863-1864), місто продовжувало  економічно, освітньо та культурно розвиватися.
Поблизу міста у вересні 1939 року відбулася найбільша битва вересневої кампанії, відома як битва при Бзурі. 7 вересня дві польські армії «Помор'я» і «Познань», під час спроби відійти до районів Варшави, опинилися в оточенні. 9 вересня армія «Познань» в районі на південь від Бзури завдала раптового удару по німецьким піхотним дивізіям, що розташувалися в похідних колонах між Лечице й Ловичем, зосередивши основні сили в напрямку Стрикова. Поляки завдали серйозних втрат німецьким частинам 10-ї та 8-ї армій (понад 1500 убитих і поранених) і відкинули їх на 20 км на південь. При цьому були звільнені міста Лечице та Пятек. 11 вересня німецьке командування почало перекидати до Бзури основні сили 10-ї і 4-ї армій, підтягувалися резерви групи армій «Південь», була задіяна більша частина авіації 4-го повітряного флоту. 12 вересня з-під Варшави німці почали висувати 4-ту танкову дивізію. 16 вересня, зупинивши польський наступ, частини 10-ті німецької армії з'єдналися в районі Влодави із частинами групи армій «Північ», оточивши значне угруповання польських військ. 18-20 вересня, після дводенних безперервних боїв, армії «Познань» і «Помор'я» були повністю розбиті. 
У травні 1940 року на території міста було утворено Ловицьке гетто, остаточні межі якого були встановлені восени. Спочатку площа гетто була обгороджена колючим дротом, а згодом побудована цегляна стіна зі зруйнованої синагоги та дерев'яна огорожа з колючим дротом. Головою юденрату було призначено Б. Сазіфо. До Ловіча звозилися євреї з Ловича та його околиць, а також з Александрув-Лодзького, Константинув-Лодзького, Згери, Стрикува та Лодзі. У серпні 1940 року в Ловицькому гетто перебувало 8200 осіб. Мешканці гетто очищували вулиці та виконували  очищувальні роботи на залізничній станції Ловича. У будівлі колишньої єврейської школи була відкрита майстерня. У лютому-березні 1941 року почалася ліквідація гетто, а євреї були перевезені до Варшавського гетто. Однак ремісники залишилися працювати в майстернях. У жовтні 1941 р. майстерні були ліквідовані, а люди, які там працювали, транспортувалися до Варшавського гетто.
23 травня 1943 року перед молочною будівлею "Blich" німці розстріляли 10 партизанів Національної гвардії.
17 січня 1945 року місто було звільнене від німецьких військ радянською армією. 
У післявоєнний період було створено декілька житлових комплексів. На початку утворення народної республіки Лович став агропромисловим центром, а також центром будівельних матеріалів і легкої промисловості. У 1963 році в місті відкрився великий завод з переробки фруктів і овочів, а в 1969 році -- трикотажна фабрика "Syntex".
У 1971 році в місті відбулися Дні барокової музики. 25 березня 1992 року Ловице отримав буллу "Totus tuus Poloniae populus" від Папи Івана Павла ІІ, згідно якої була заснована Ловицька єпархія, таким чином відокремивши її від Лодзинської єпархії, архієпархії Варшави та єпархії Плоцька. У 1999 році, після адміністративного поділу Лович став повітовим містом у складі Лодзинського воєводства.

## Пам'ятки
- Латинський собор (давніше колегіата)
- Костел Бернардинців
- Костел Домініканців
- Костел євангелістів
- Костел піярів
- Костел маріавитів (старокатолицький)
- Костел святого Леонарда
- Ратуша

## Транспорт
У місті починаються:
- краєві дороги № 4 (Łowicz — Łódź — Sieradz — Złoczew/(Wieluń) — Walichnowy) і № 70 (Łowicz — Skierniewice — Zawady).
- Воєводські дорогои № 584 (Łowicz — Sanniki) та № 703 (Łowicz — Łęczyca — Poddębice)

Через місто проходять краєва дорога № 92 (Rzepin — Świebodzin — Pniewy — Poznań — Konin — Łowicz — Warszawa). Неподалік міста пролягає Автомагістраль A2.

## Демографія
Демографічна структура станом на 31 березня 2011 року:
|          | Загалом | Допрацездатний вік | Працездатний вік | Постпрацездатний вік |
| -------- | ------- | ------------------ | ---------------- | -------------------- |
| Чоловіки | 14126   | 2659               | 10036            | 1431                 |
| Жінки    | 15754   | 2587               | 9467             | 3700                 |
| Разом    | 29880   | 5246               | 19503            | 5131                 |

## Культура і фольклор

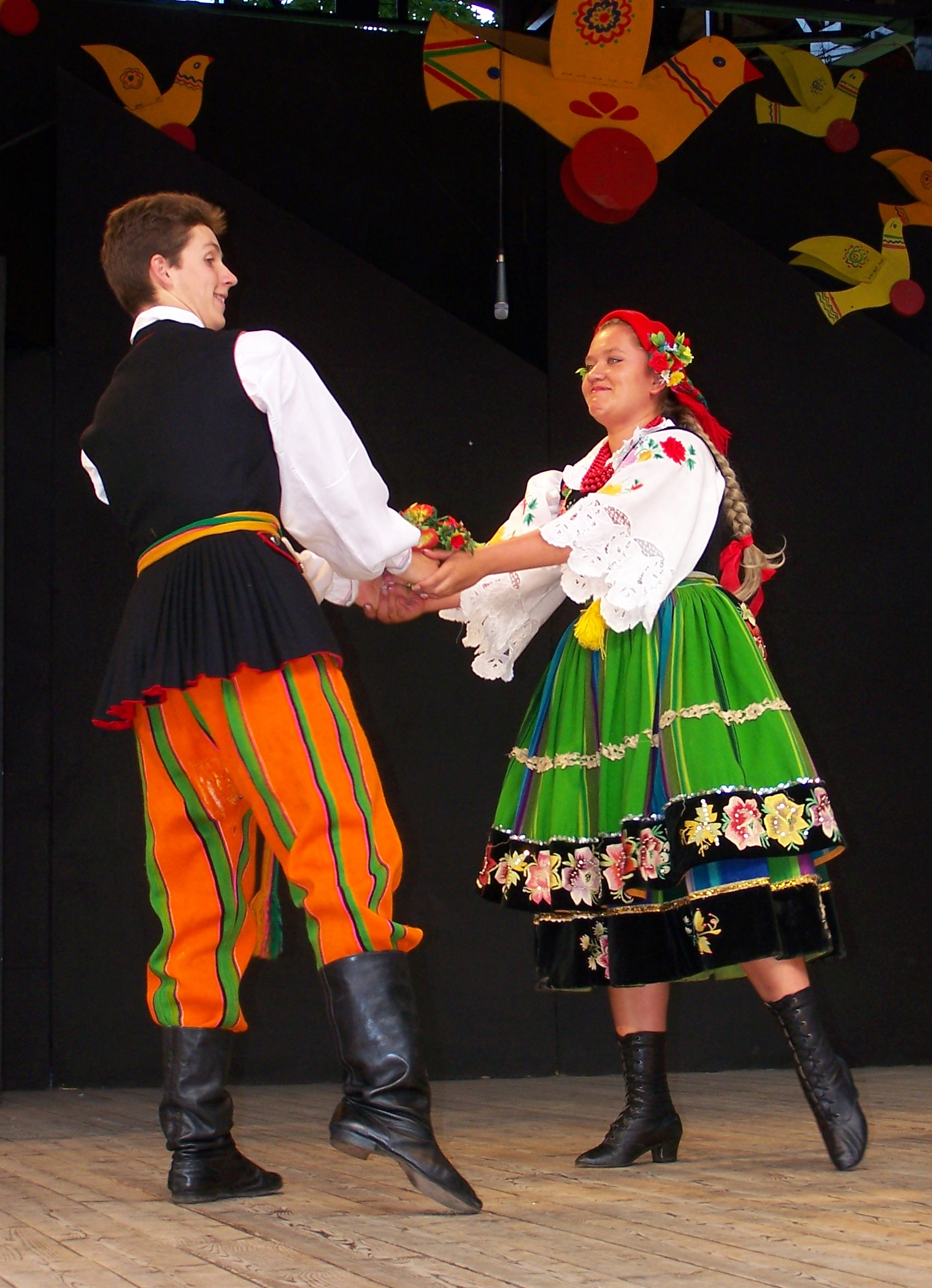
Танець пари в ловицькому одязі, 2006

Ловіч відомий своєю неповторною і яскравою культурою. В цьому краї виробляють багато сувенірів в яскравих кольорах.

## Відомі люди
- Анджей Лєщинський — був похований у катедральній базиліці
- Стефан Шимон Александер Воронецький — ловіцький канонік РКЦ.
- Маріуш Пудзяновський — польський спортсмен, стронгмен, важкоатлет, регбіст і боєць змішаного стилю, багаторазовий чемпіон світу з силового екстріму, п'ятиразовий володар титулу «Найсильніша людина світу» за версією WSM[20] Переможець серій WSSS[21] та WSCF[22]. Відбував ув'язнення в місті.
- Данієль Ольбрихський (* 1945) — польський актор театру і кіно, письменник.